# Đoàn Việt Cường
Đoàn Việt Cường (ur. 13 czerwca 1985 w Prowincji Đồng Tháp) – wietnamski piłkarz występujący na pozycji obrońcy w klubie Hoàng Anh Gia Lai.

## Kariera piłkarska
Đoàn Việt Cường jest wychowankiem klubu Đồng Tháp FC. Po sezonie 2008 odszedł do drużyny Hoàng Anh Gia Lai. Obecnie jego zespół gra w pierwszej lidze wietnamskiej.
Zawodnik ten jest także reprezentantem Wietnamu. W drużynie narodowej zadebiutował w 2007 roku. Został również powołany na Puchar Azji 2007, gdzie jego drużyna odpadła w ćwierćfinale. On zaś rozegrał 1 mecz w grupie, ze Zjednoczonymi Emiratami Arabskimi (2:0).